# Irena Matus
Irena Matus (ur. 1959) – polska teolog, profesor nadzwyczajna Uniwersytetu w Białymstoku, doktor nauk humanistycznych i doktor habilitowana nauk teologicznych, specjalistka w zakresie etnografii, folklorystyki, historii i historii Kościoła.

## Życiorys
Stopień doktora nauk humanistycznych w zakresie historii uzyskała w 2000 na Wydziale Nauk Historycznych Uniwersytetu Mikołaja Kopernika na podstawie pracy pt. Cerkiewno-parafialne szkolnictwo powiatu bielskiego w latach 1900–1914. Studium z dziejów rusyfikacji. Stopień doktora habilitowanego nauk teologicznych (specjalność: historia Kościoła) otrzymała w 2014 na Wydziale Teologicznym Chrześcijańskiej Akademii Teologicznej w Warszawie w oparciu o dorobek naukowy oraz monografię pt. Schyłek unii i proces restytucji prawosławia w obwodzie białostockim w latach 30. XIX wieku.
Jest profesorem nadzwyczajnym w Wydziale Filologicznym Uniwersytetu w Białymstoku. Pełni tam funkcję kierownika Zakładu Kultury Białoruskiej.